# Paul Comiti
Pour les articles homonymes, voir Comiti.
Paul Comiti, né le 21 octobre 1970 et mort le 14 janvier 2022 à Paris, est un grand reporter et documentariste français, spécialiste de l'Afghanistan.

## Biographie

### Jeunesse
Paul Comiti, est né le 21 octobre 1970, est le fils du journaliste français Tony Comiti. 

### Carrière
Il commence sa carrière de journaliste à l'âge de 23 ans.
Ses documentaires, tournés notamment en Afghanistan, où il a vécu plusieurs années, mais également au Moyen-Orient (Iran, Irak, Liban et Israël), sont notamment diffusés par Envoyé Spécial, Enquête Exclusive, Les Routes de l'impossible, sur France 2, France 5, TF1, Arte, Canal+ ainsi que sur des chaînes étrangères dont la BBC et Al-Jazeera,.
Le samedi 9 décembre 2017, il est interpelé, puis placé en garde à vue à Srinagar, capitale d'été de l'État indien du Jammu-et-Cachemire, alors qu'il effectue des repérages pour un film sur la situation sécuritaire dans la région.
Au début de l'été 2021, peu avant la prise de Kaboul par les Talibans, il tourne un reportage avec Régis Le Sommier et Véronique de Viguerie en Afghanistan.

### Mort
Le 12 janvier 2022, il décède d'un arrêt cardiaque à l'âge de 51 ans.

## Prix et récompenses
- Grand Prix du Scoop d'Angers pour son film « Les mineurs du Diable » en 1999
- Grand prix du FIGRA 2004, Grand Prix du Scoop d'Angers, Prix du Sénat pour son film « Liberia, une paix fragile »[7]
- Premier prix du Festival du Scoop d'Angers 2006, Premier prix du FIGRA 2006, Prix du Jury Jeune FIGRA 2006, Prix du Sénat 2006 pour son film  «Irak, l'enfer de Bagdad»[8]
- Prix du meilleur Grand Reportage du Scoop d'Angers 2007 pour son film « La guerre Israélo - Libanaise »
- Scoop d'Angers 2008 pour son film « Afghanistan : deux mois dans le piège afghan »
- Prix Bayeux des correspondants de guerre (premier prix et prix des étudiants) en 2009 pour son film « Afghanistan: deux mois dans le piège afghan »[2].